# 임헌평
임헌평(林憲平, 1905년 1월 6일 ~ 1969년 7월 10일)은 일제강점기의 관료 겸 대한민국의 법조인, 기업인으로, 본적은 경기도 개풍군 송도면이다.

## 생애
일제 강점기에 관료를 역임했던 임헌영의 동생이다. 1930년 일본 교토 제국대학 법과를 졸업했으며 1930년 4월 조선총독부 농무국에서 근무했다. 1932년 11월 고등문관시험 사법과에 합격했고 1933년 고등문관시험 행정과에 합격했다. 1935년부터 1941년까지 경상남도 의령군수(1935년 4월 17일 ~ 1937년 8월 11일)와 경상남도 울산군수(1937년 8월 12일 ~ 1939년 9월 30일), 경상남도 진양군수(1939년 10월 1일 ~ 1941년 5월 30일)를 역임했으며 울산군수 재직 시절 울산군 농회장, 울산군미곡통제조합 조합장을 겸임했다.
경상남도 의령군수와 울산군수, 진양군수로 재직하는 동안 전쟁 물자 공출, 국방사상 보급 및 선전, 국방헌금 및 애국기 헌납자금 모집 등 일본의 침략 전쟁에 적극 협력했으며 1940년 4월 29일 중일 전쟁에 적극 협력한 공로를 인정받아 일본 정부로부터 훈6등 서보장을 받았다. 1941년 5월 31일 개성부윤에 임명되었고 1941년 6월 7일 조선총독부급소속관서직원 조선어시험임시위원, 조선지방대우직원 조선어시험임시위원으로 선임되었다.
1941년 9월 30일 고등관 4등, 1941년 11월 15일 정6위에 각각 서위되었으며 1943년 경기도 참여관(1943년 9월 30일 임명)과 경기도 임금위원회 위원(1943년 10월 21일 임명), 경기도 광공부장(鑛工部長, 1943년 12월 1일 임명)을 역임했다. 1944년 3월 31일 고등관 3등에 서위되었다. 광복 이후인 1946년 7월부터 1962년 3월까지 서울에서 변호사로 근무했으며 1951년부터 1969년까지 동방해상화재보험주식회사(東方海上火災保險株式會社) 대표이사를 역임했다. 친일파 708인 명단의 도 참여관 부문과 조선총독부 사무관 부문, 민족문제연구소의 친일인명사전 수록자 명단의 관료 부문, 친일반민족행위 705인 명단에 포함되었다.

## 참고자료
- 친일반민족행위진상규명위원회 (2009). 〈임헌평〉. 《친일반민족행위진상규명 보고서 Ⅳ-15》. 서울. 276~282쪽.